# Трансграничный заповедник Каванго-Замбези
Трансграничный заповедник Каванго-Замбези (англ. Kavango-Zambezi Transfrontier Conservation Area) — крупнейшая в Африке заповедная территория, расположенная в пяти странах: Анголе, Ботсване, Замбии, Зимбабве и Намибии. На территории заповедника отсутствуют пограничные преграды, что позволяет животным свободно мигрировать по всей его территории.

## Состав
В Трансграничный заповедник Каванго-Замбези включены следующие области:
- Юго-восток Анголы
- Юго-запад Замбии
- Север Ботсваны
- Запад Зимбабве
- Большая часть бассейна верховий Замбези
- Речной бассейн Окаванго
- Дельта Окаванго
- Полоса Каприви
- Национальный парк Хванге
- Национальный парк Чобе
- Национальный парк Бвабвата
- Национальный парк Нхаи Пан
- Водопад Виктория